# Сури, Нура
Нура Сури (азерб. Nura Suri; род. 15 апреля 1976, Баку) — певица Азербайджана.

## Биография
Сури Айнура Газанфар гызы (более известна как Нура Сури) родилась 15.04.1976.
В 1991 году выступала в составе группы «Imkan».
Дебютировала в качестве певицы в 2004 году с песней «Yol» («Дорога»).
Работает с композиторами Азером Ширином, Мухтаром Абсейновым, Исой Меликовым.
Лауреат премий «Grand» (2010) (Лучшее креативное видео), «Grand» (2011), «Песня года», «Best of the best» (2011).
Вела передачи в качестве телеведущей на телеканалах Lider («Ləziz saat») («Вкусный час»), ANS («Qadin saati»)(«Час женщины») и ATV («Gün keçir») («День проходит»). С октября 2011 года вела конкурс «Yeni Ulduz» («Новая звезда»).
В октябре 2016 года записала трек с DJ Matuya.
Является автором песни «Deli», которую исполнил Эльтон.
В третий альбом вошли песни Исы Меликова, Мурада Арифа, Минайи Ибрагимовой.
Клип на песню «Brilliantlar» («Бриллианты») был снят в Тбилиси.
Участвовала в качестве жюри конкурса «Miss Eurovision Turkiye 2019».
В июне 2022 года клип на песню «Qürur» сняла в Колумбии.
Сняла документальный фильм об Азербайджане.

## Дискография
- Sanki gecə idi («Словно ночь была») (альбом) (2009)[20][21][22]
- Nəğmələrində yaşadacağam («Сохраню тебя в песнях») (альбом)[23]
- Dönmək olmur («Невозможно вернуться») (альбом) (2019)[24]

## Фильмография
- Bacanaqlar («Свояки»)[9][25]

## Личная жизнь
Мать — ветеран Карабахской войны Фирангиз Сатарова. Отец — ветеран Карабахской войны  Ханлар Сатаров.